# Sphingicampa heiligbrodti
Sphingicampa heiligbrodti är en fjärilsart som beskrevs av Harvey 1877. Sphingicampa heiligbrodti ingår i släktet Sphingicampa och familjen påfågelsspinnare. Inga underarter finns listade i Catalogue of Life.